# 2439 Ulugbek
2439 Ulugbek è un asteroide della fascia principale del diametro medio di circa 20,41 km. Scoperto nel 1977, presenta un'orbita caratterizzata da un semiasse maggiore pari a 3,1262493 UA e da un'eccentricità di 0,1643113, inclinata di 0,27842° rispetto all'eclittica.
L'asteroide è dedicato all'astronomo e sovrano uzbeko Uluğ Bek.